# Dodge Copperhead
Pour les articles homonymes, voir Dodge et Copperhead.
La Dodge Copperhead ou Dodge Concept Car ou Dodge Concept Vehicle (Copperhead,  serpent cuivré de la famille des vipères) est une voiture de sport concept car GT du constructeur automobile américain Dodge, présentée au salon international de l'automobile d'Amérique du Nord de Détroit de 1997, en tant que variante à 30 000 $ des Dodge Viper à 75 000 $ de 1992.

## Histoire
La Dodge Copperhead est dévoilée avec succès au salon international de l'auto de l'Amérique du Nord de Detroit 1997,, avec sa couleur cuivre de vipère cuivrée Copperhead, et le projet abandonné de commercialisation en série. 

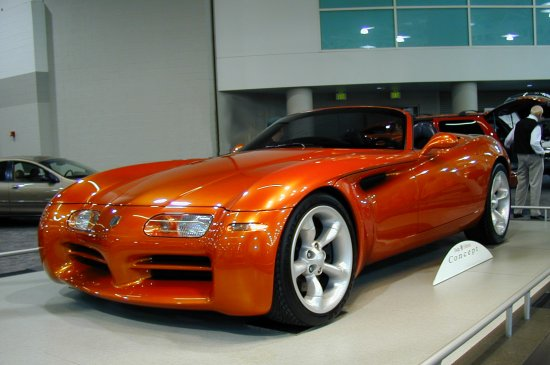
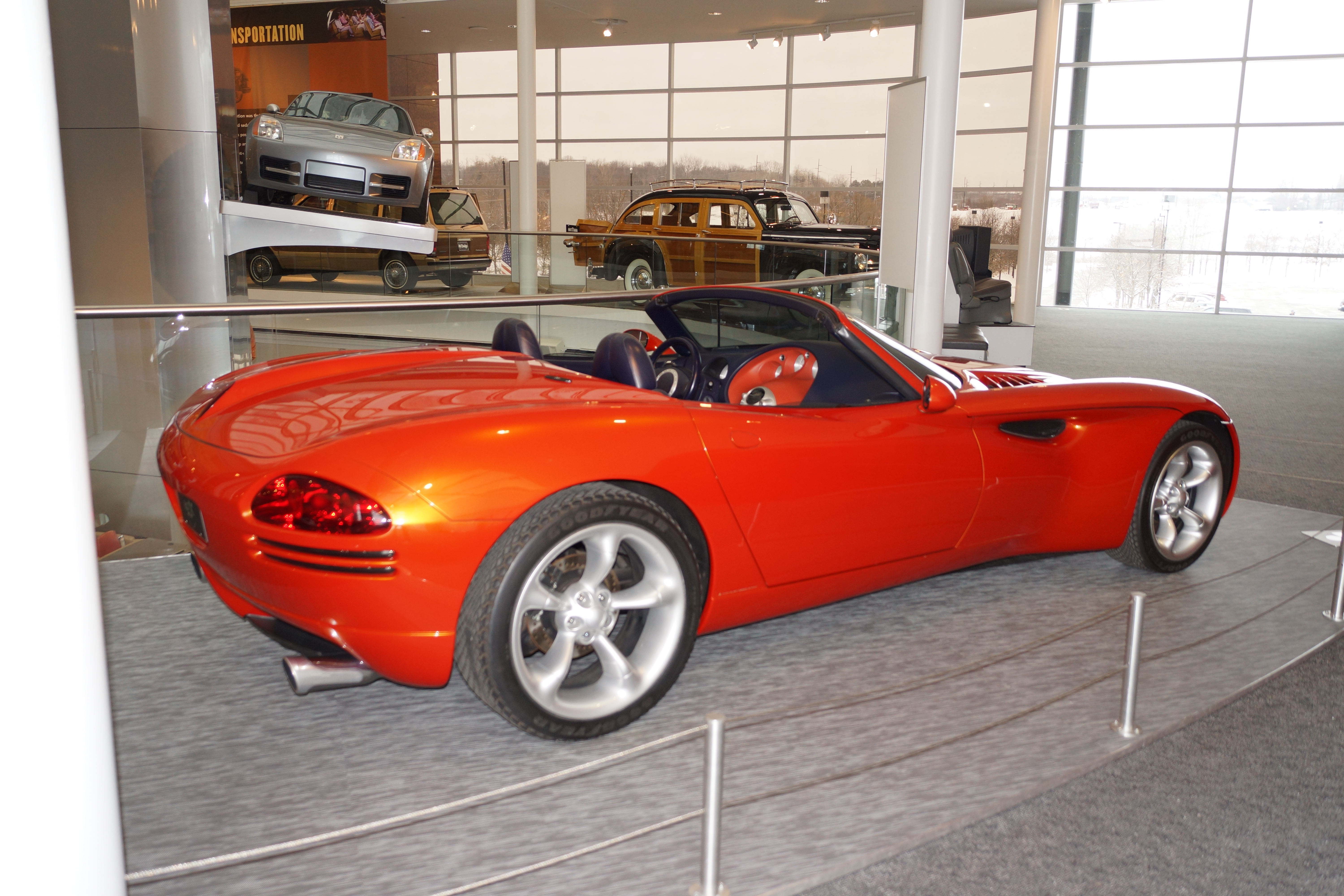
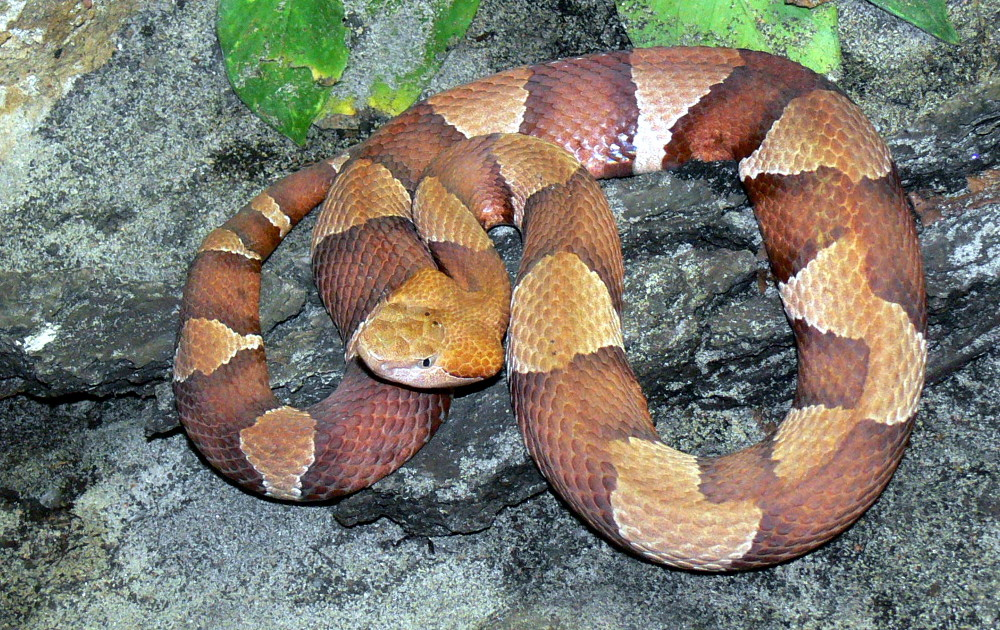
Vipère cuivrée Copperhead

Contrairement à la Viper, la Copperhead a été conçue davantage pour la maniabilité et le plaisir de conduire, tandis que la Viper a été conçue davantage pour la puissance brute. La Copperhead avait une excellente maniabilité en raison de sa position basse et large. Dodge a conçu la Copperhead pour que le conducteur ressente la route et la chaussée, ce qui a été fait en étirant les roues jusqu'au bout du cadre, en ajoutant 127 mm de garde au sol et une suspension rigide, ce qui fait de cette voiture une voiture plus destinée aux amateurs. La Dodge Copperhead devait sortir en 2000, mais a été annulée.

## Conception
Les designs extérieur et intérieur de la Copperhead sont tous deux complètement distincts par rapport à son influence et à sa plate-forme d'origine, la Viper, mais la Copperhead en contient encore quelques-uns.

### Extérieur
Un tout nouveau kit carrosserie spécialement conçu pour la Copperhead reprend la majeure partie du design de la Viper pour le distinguer. Cette nouvelle carrosserie force certaines pièces de sa plate-forme d'origine à être modifiées (soit en forme ou en position), soit à être retirées. Même avec le design étouffant, la Copperhead est toujours légèrement plus courte que la Viper, à l'exception de l'empattement, qui est 305 mm plus long qu'elle.
Le nouveau look de la Copperhead comprend des ailes de roue plus grandes, un pare-chocs avant plus grand, une calandre légèrement plus petite, phares positionnés sous le capot, fosses d'admission latérales (plutôt que les entrées de performance latérales régulières), prise d'air avant retirée, persiennes de capot plus petites, un aileron arrière supérieur tronqué, feux arrière Viper plus petits et roues avant légèrement avancées pour une meilleure maniabilité.

### Intérieur
Le tachymètre du tableau de bord a été entièrement changé, maintenant avec un design old-school. Quatre jauges se trouvent au milieu du tableau de bord, affichant l'huile moteur, le compteur de vitesse, le carburant et la température, avec les feux de route et les clignotants étant à côté d'eux. Sous les jauges se trouve une zone de commande de la console centrale conçue en forme de tête, et comprend la commande de climatisation, deux ventilateurs de climatisation, un affichage de la température, un affichage radio FM et d'autres fonctions. Sous les commandes se trouvent la transmission manuelle à 5 vitesses et le frein à main. L'ensemble de la conception de la console centrale ressemble au serpent mocassin à tête cuivrée. La conception du volant reste, la même conception utilisée pour les Viper de la série ZB.

## Caractéristiques
La Dodge Copperhead est propulsée par un moteur V6 DOHC entièrement en aluminium LH de 2,7 L fabriqué par Chrysler, qui est placé à l'avant en position longitudinale. Le moteur développe 223 ch (164 kW) à 6 000 tr/min et 255 N m à 4 900 tr/min. Toute la puissance est envoyée aux roues arrière par une transmission manuelle à 5 rapports rapprochés, rendant ainsi la voiture à propulsion arrière. Le châssis est fortement basé sur celui de la Dodge Viper, mais a été largement modifié pour répondre aux exigences de la Copperhead. Ses pneus, qui sont 225/40R18 à l'avant et 255/40R18 à l'arrière, contribuent à une maniabilité précise, grâce à sa grande largeur et son encombrement collant. La suspension est composée de doubles triangles avec des amortisseurs à bobine. Ce sont également des versions à bras court et long pour un meilleur confort et une meilleure maniabilité.

## Controverse sur le nom
Après le dévoilement de la Copperhead, Dodge a reçu une plainte concernant la propriété des droits sur le nom « Copperhead ». Un coupé Ford personnalisé de 1950 appartenant à Billy Gibbons du groupe de rock américain ZZ Top, avait déjà été enregistré sous le nom de Copperhead. En conséquence, DaimlerChrysler a renommé officieusement la voiture, en l'appelant le « Concept Vehicle » au lieu de « Copperhead » dans les dossiers de presse, les jouets à l'échelle et d'autres marchandises. Cela a rendu les dossiers ou articles de presse et les objets avec le nom Copperhead des objets de collection.

## Médias
La Dodge Copperhead fait une apparition dans Gran Turismo et Gran Turismo 2. Après la controverse sur le nom de la Copperhead, la Copperhead a été renommée « Concept Car » dans les jeux.